# Maria Theresa Short

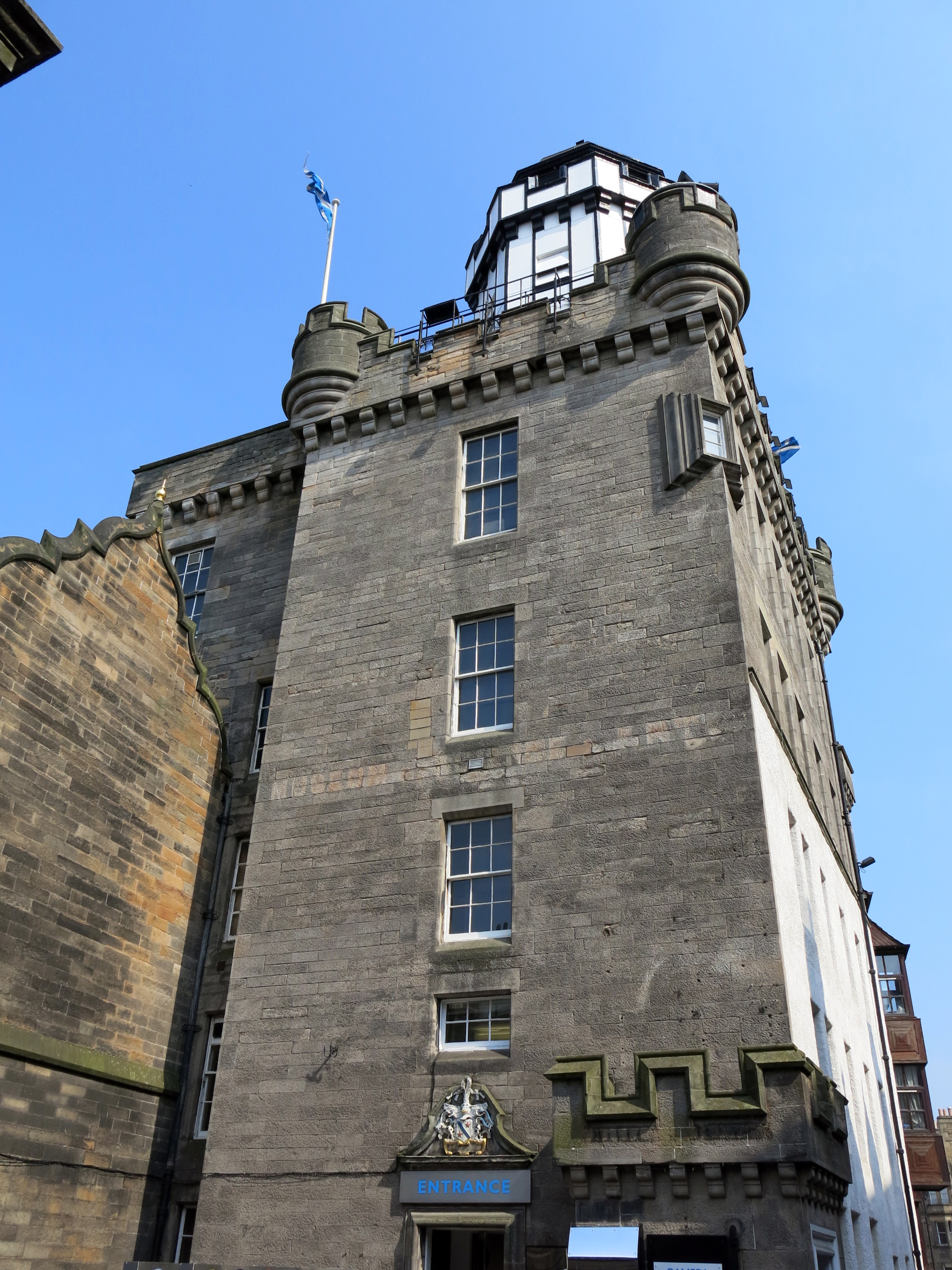
Outlook Tower, seu del Short’s Observatory fundat per Maria Theresa Short

Maria Theresa Short (Edimburg, ~1788 — Edimburg, 15 de gener de 1869) va ser una òptica i empresària britànica, vinculada a la divulgació científica a l'Escòcia del segle xix, coneguda pel seu intent de restablir l’activitat de l’Observatori de Calton Hill i per haver establert una camera obscura a Edimburg, la més antiga de Gran Bretanya.
Short va arribar a Edimburg, procedent de les Antilles, el 1827, afirmant ser la única filla supervivent de Thomas Short —òptic de Leith i fundador del primer observatori de Calton Hill el 1776. Tot i que aquesta afirmació mai es va provar, i que Thomas Short havia mort gairebé quaranta anys abans, li atorgava la propietat del telescopi conegut com The Great Telescope, un telescopi de 12 polzades d’obertura destinat originalment al rei de Dinamarca.
L’any 1776, Thomas Short havia llogat uns terrenys a Calton Hill i hi va construir una casa d’estil gòtic per exhibir els seus instruments al públic. Tanmateix, com a condició de l’arrendament, el consell local va estipular que cap dona de la seva família pogués heretar l’edifici. Quan Maria Theresa Short va tornar a Edimburg dècades més tard, es trobà exclosa de qualsevol participació en l’observatori, que aleshores estava sota el control de l’Edinburgh Astronomical Institution. Malgrat aquesta exclusió i les restriccions legals, al·legà haver contribuït al projecte original i aconseguí la restitució del gran telescopi reflector del seu pare, així com l’autorització per construir un observatori de fusta a prop del National Monument of Scotland, dins un recinte tancat amb una palissada amb estàtues i atraccions gestionades per Robert Forrest.
Finalment, l’any 1835, Short va instal·lar el telescopi a Calton Hill i va obrir-hi un Observatori Popular. Aquest observatori oferia tres telescopis potents, una càmera obscura i altres instruments. Tanmateix, Short rebé crítiques per la suposada baixa qualitat de les exposicions científiques i per atreure individus de mala reputació. El consistori municipal acabà ordenant-ne l’enderroc el 1850, malgrat una petició amb 4000 signatures i queixes per la manca d’un procés de defensa. Maria Short fou desallotjada per la força i l’observatori fou demolit, amb protestes per la manera en què es tractaren els instruments.
El 1853, va traslladar el seu negoci al Royal Mile, prop del Castell d’Edimburg, on va afegir dos pisos a un edifici del segle xvii, garantint vistes privilegiades de la ciutat. Short va reconvertir aquesta antiga mansió de la Ciutat Vella d’Edimburg en el Short’s Observatory, un centre d’atraccions dedicat a la divulgació científica i el lleure.
Amb un sistema de miralls i lents, Short aprofitava l’interès del moment per la ciència i l’entreteniment per oferir una experiència educativa i visual innovadora, en un context històric anterior a l’aparició de la televisió. Els visitants podien observar imatges en moviment de la ciutat projectades sobre una superfície en una sala fosca, cosa que els permetia contemplar detalls de l'entorn urbà sense moure’s del lloc. L'espai combinava la camera obscura amb altres atraccions basades en fenòmens elèctrics, com una màquina galvànica, una font elèctrica i una figura anomenada Electric Boy. L’observatori es va consolidar com una de les primeres atraccions turístiques concebudes amb aquesta finalitat a Edimburg.
El Short’s Observatory va continuar la seva activitat fins a la mort de Maria Theresa Short, el 1869. El 1892, l’edifici fou adquirit pel polímata, planificador urbà i sociòleg Patrick Geddes, que el va rebatejar amb el nom de The Outlook Tower, convertint-lo en un centre educatiu per a la comunitat local.